# Володарский, Николай Ильич
Николай Ильич Володарский (5 октября 1911, Таганрог, Российская империя — 3 ноября 1982) — советский растениевод, академик ВАСХНИЛ (1975).

## Биография
Родился 5 октября 1911 года в Таганроге. В 1937 году окончил Кубанский сельскохозяйственный институт, и после завершения учёбы в его аспирантуре (1940) работал там же: ассистент, доцент, профессор, с 1954 года возглавил кафедру растениеводства.
В 1961 году стал советником по сельскому хозяйству посольства СССР в Швеции. С 1966 по 1982 год возглавил Главное управление сельскохозяйственной науки и пропаганды МСХ СССР, одновременно являлся заведующим лабораторией онтогенеза растений Всесоюзного института прикладных проблем молекулярной биологии и генетики.
Скончался 3 ноября 1982 года.

## Научные работы
Основные научные работы посвящены вопросам онтогенеза растений. Автор 150 научных работ и 5 монографий, ряд научных работ опубликовано за рубежом.
- Изучал общие закономерности роста и развития растений, влияние условий водного режима и азотного питания на морфологическую дифференциацию и продуктивность растений.
- Разрабатывал биологические основы растениеводства.

## Редакторская деятельность
- Был главным редактором журнала Сельскохозяйственная биология (1978-82).

## Членство в организациях
- Иностранный член Королевской шведской академии сельского и лесного хозяйства (1975-82).